# Trichogramma funestum
Trichogramma funestum är en stekelart som beskrevs av Pinto och Earl R. Oatman 1989. Trichogramma funestum ingår i släktet Trichogramma och familjen hårstrimsteklar. Inga underarter finns listade i Catalogue of Life.